# Jean-Paul François Joseph de Montcalm-Gozon
Jean-Paul François Joseph, marquis de Montcalm-Gozon est un officier de marine français né le 18 janvier 1756 à Saint-Rome-de-Tarn et décédé le 18 janvier 1812 à Pinasca dans le Piémont.

## Biographie
Frère de Louis Jean Pierre Marie Gilbert de Montcalm-Gozon, il sert dans la marine, devint lieutenant de vaisseau, puis capitaine de vaisseau, et fait campagne sous les ordres du comte d'Estaing et du Bailli de Suffren. Il se distingue à la bataille de la Grenade et au siège de Gibraltar, et devient chevalier de l'ordre de Saint-Louis. 
Il est élu député de la noblesse aux États généraux de 1789 par la sénéchaussée de Villefranche-de-Rouergue, le 27 mars 1789. Il entre dans le parti constitutionnel et vote la suppression des droits féodaux.
Il émigre en Espagne en 1790, puis il s'installe dans le Piémont où il meurt d'une chute en 1812.